# Шталаг XVIII-D

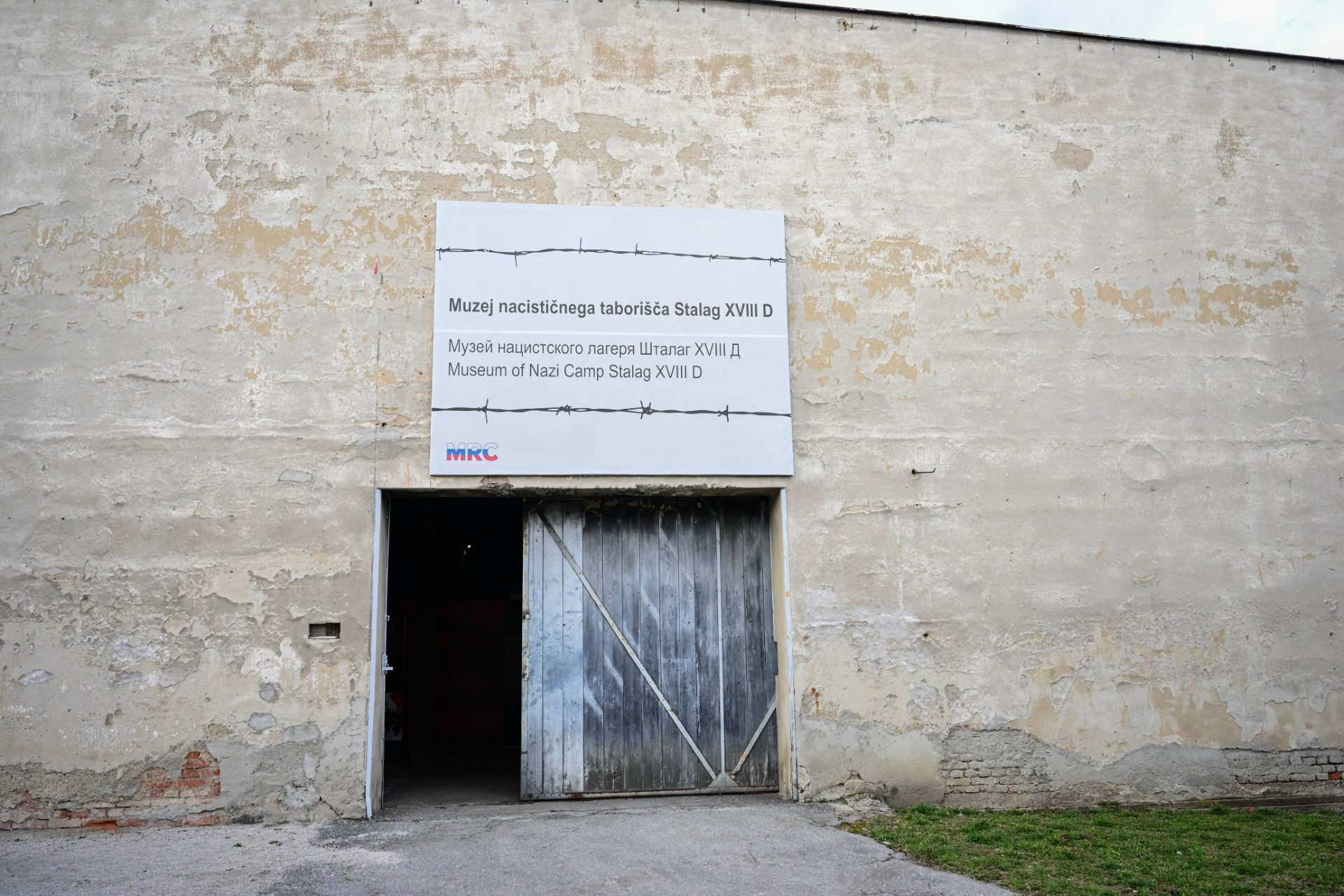
Главный вход в здание старого таможенного зернового склада Королевства Югославии, где во время войны действовал «Русский лагерь» («Russenlager»), как часть нацистского лагеря смерти для военнопленных ШталагXVIII D. Сегодня в этом здании работают Международный исследовательский центр Второй мировой войны (МИЦ Марибор) и Музей Шталага XVIII D.

Шталаг XVIII D (306) (Kriegsgefangenen-Mannschafts-Stammlager или Stammlager; сокращенно Stalag) созданный Германским Рейхом нацистский лагерный комплекс для содержания военнопленных солдат, офицеров и унтер-офицеров из стран западной союзнической коалиции и Советского Союза. Он был учреждён 1 июня 1941 года на территории зерновых таможенных складов Королевства Югославии и военных казарм в городском районе Мелье оккупированного Марибора. Шталаг XVIII D официально действовал до начала октября 1942 года.
Первоначально, он был предназначен для содержания военнослужащих западной союзнической коалиции, преимущественно французов, британцев, греков, австралийцев, новозеландцев и югославов. Они подпадали под действие Женевской конвенции об обращении с военнопленными (1929) и, таким образом, были зарегистрированы Красным Крестом как военнопленные. После начала операции Барбаросса, существующий лагерный комплекс был расширен путём создания полностью отдельного и изолированного «Russenlager» («Русского лагеря» или русской секции Шталаг XVIII D), оборудованного для содержания исключительно захваченных в плен солдат Красной Армии. Они не подпадали под Женевскую конвенцию, поскольку Советский Союз не был подписантом этого документа. В результате, они намеренно подвергались в лагере худшему обращению и, как главная цель, уничтожению. «Русский лагерь» официально действовал до поздней осени 1942 года.
С 1 августа по 15 ноября 1942 года, в Мариборе находился также филиал (Zweiglager) основного лагеря Шталаг XVIII B (Шпиталь на Драве) под названием Шталаг XVIII B/Z.

## Данные по количеству и смертности пленных
Лагерный комплекс был рассчитан на 15.000 военнопленных, эта цифра была даже превышена к январю 1942 года. Согласно данным словенского исследователя и историка Даниэля Ситера, к началу декабря 1941 года в лагере находилось около 1.400 пленных советских солдат (первые имеющиеся количественные данные по советским военнопленным), максимальное количество достигло к январю 1942 года (более 5.000 советских военнопленных.
До прибытия пленных солдат Красной Армии (после начала операции «Барбаросса») две трети военнопленных в лагере составляли французы и одну треть — англичане и югославы. Из-за большой партизанской активности и первоначального запрета на использование рабочей силы в 18-м военном округе, югославских пленных быстро перевели в другие лагеря для военнопленных, главным образом в Шталаг XVIII C (317) в Маркт Понгау. В августе и сентябре 1941 года их заменили на французских пленных из близлежащего Arbeitskommando (трудового подразделения). Первые советские военнопленные поступили в лагерь в середине сентября. К апрелю 1942 года многие советские пленные умерли в «Русском лагере», главным образом, из-за эпидемии тифа, голода и психофизического истощения. Последнее подтверждается разницей в данных за февраль-апрель 1942 года, когда количество советских пленных сократилось на 4.301 человека, и, согласно данным за анализируемый период, количество пленных, используемых в качестве рабочей силы, практически не изменилось. К июлю 1941 года в Шталаге XVIII D содержалось около 4.500 британских заключенных и заключенных Содружества, захваченных в Греции и на Крите. Изначально, пока строились бараки, условия были плачевные: свыше 1.000 человек размещалось в палатках. В начале 1942 года вспыхнула эпидемия тифа. Однако, по мере того, как война продолжалась, ситуация улучшилась.
Самый высокий уровень смертности среди пленных красноармейцев пришелся на период с осени 1941 по весну 1942 года, когда было уничтожено несколько тысяч советских военнопленных. Источники подтверждают, что около 5.000 умерших советских солдат, похоронены на ближайшем францисканском кладбище в районе Побрежье.

## Повседневная жизнь и лечение

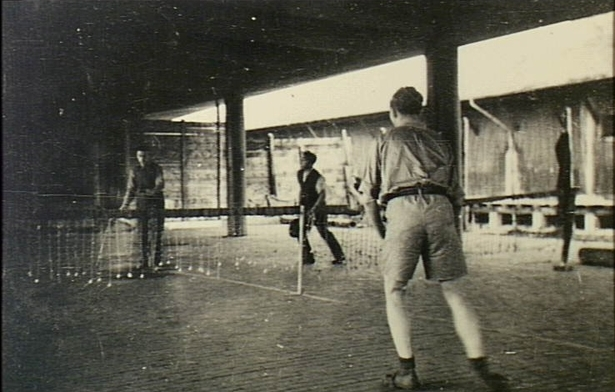
Британские военнопленные играли в теннис возле таможенного склада, где в невыносимых условиях жили советские пленные.

Обычные военнослужащие должны были трудиться на фабриках; они участвовали в строительстве, ремонте дорог и железнодорожных путей, расчистке завалов и неразорвавшихся бомб. Военнослужащие западной коалиции имели свободный выход и право на передвижение за пределами лагерного комплекса. Их могла посещать делегация Красного Креста. Они могли играть в спортивные игры (регби, футбол и теннис), проводить культурные и художественные мероприятия (театральные постановки, публиковать французскую газету, читать книги).

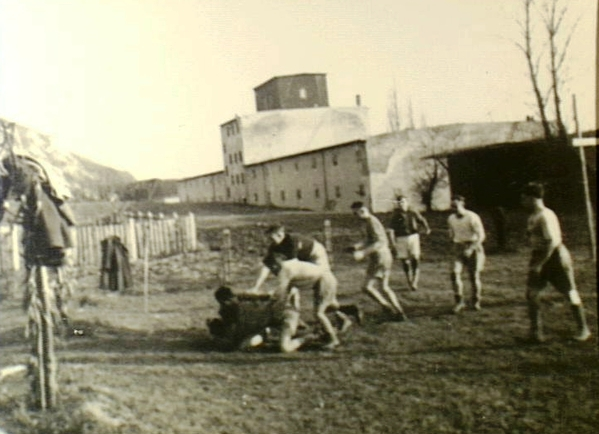
Британские пленные во время игры в регби возле таможенных складов (на заднем плане).

История советских пленных значительно отличалась своим трагизмом. Лишенные защиты со стороны гуманитарных организаций, пленные красноармейцы были вынуждены жить в закрытом, охраняемом, огороженном колючей проволокой лагерном комплексе, целью которого было уничтожение его обитателей. Они прибыли в Марибор в переполненных опломбированных товарных вагонах. По прибытии, они были голодны и обморожены; в плохом физическом состоянии. Многие умерли во время транспортировки или сразу по прибытии. Их избивали, унижали, над ними издевались, их пытали, расстреливали; они намеренно подвергались в лагере психофизическому истощению (голод, болезни и привлечение к работе).

## Руководство лагеря: три коменданта

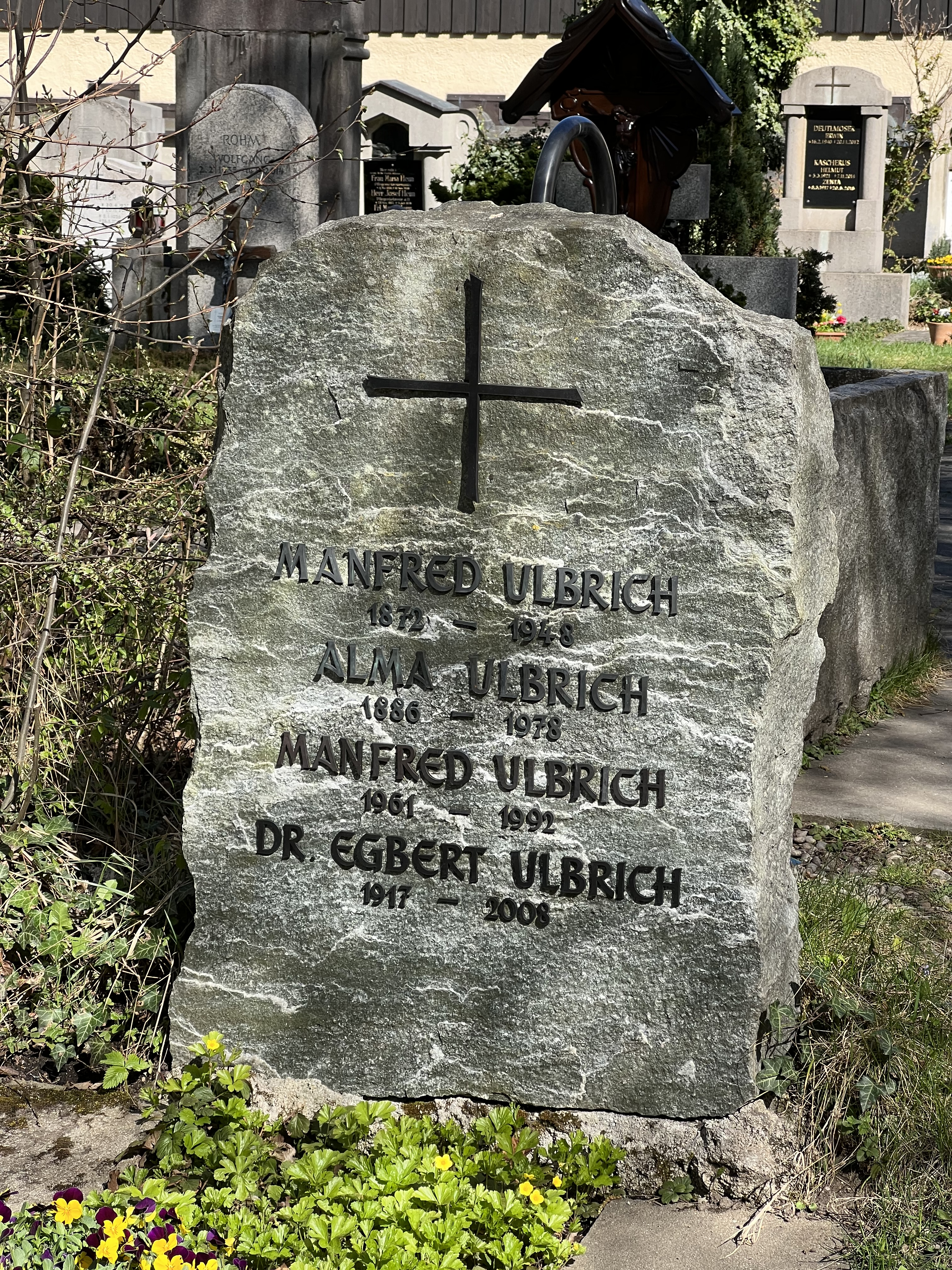
Могила Ульбриха на небольшом кладбище в муниципалитете Хаар (восточный округ Мюнхена), где также похоронены его жена Альма, их сын Эгберт и внук Манфред.

В период его деятельности с июня 1941 по октябрь 1942 года, Шталагом XVIII D руководили три коменданта: майор Хуго Карл Пауль фон дер Марвитц, полковник Манфред Максимилиан Ульбрих и капитан Пабст. Их заместителем был Германн Гюттенхайн. Во время работы первого коменданта майора Марвитца Шталаг действовал как лагерь смерти, учитывая количество смертей и отношение к пленным. Именно ему приписывается самая высокая степень вины и ответственность за осуществленные злодеяния, преступления, страдания, несправедливое отношение и гибель военнопленных. Штаб командования размещался вне лагеря в здании Народного дома в самом центре Марибора. Ульбрих и Марвитц скончались в 1948 году.

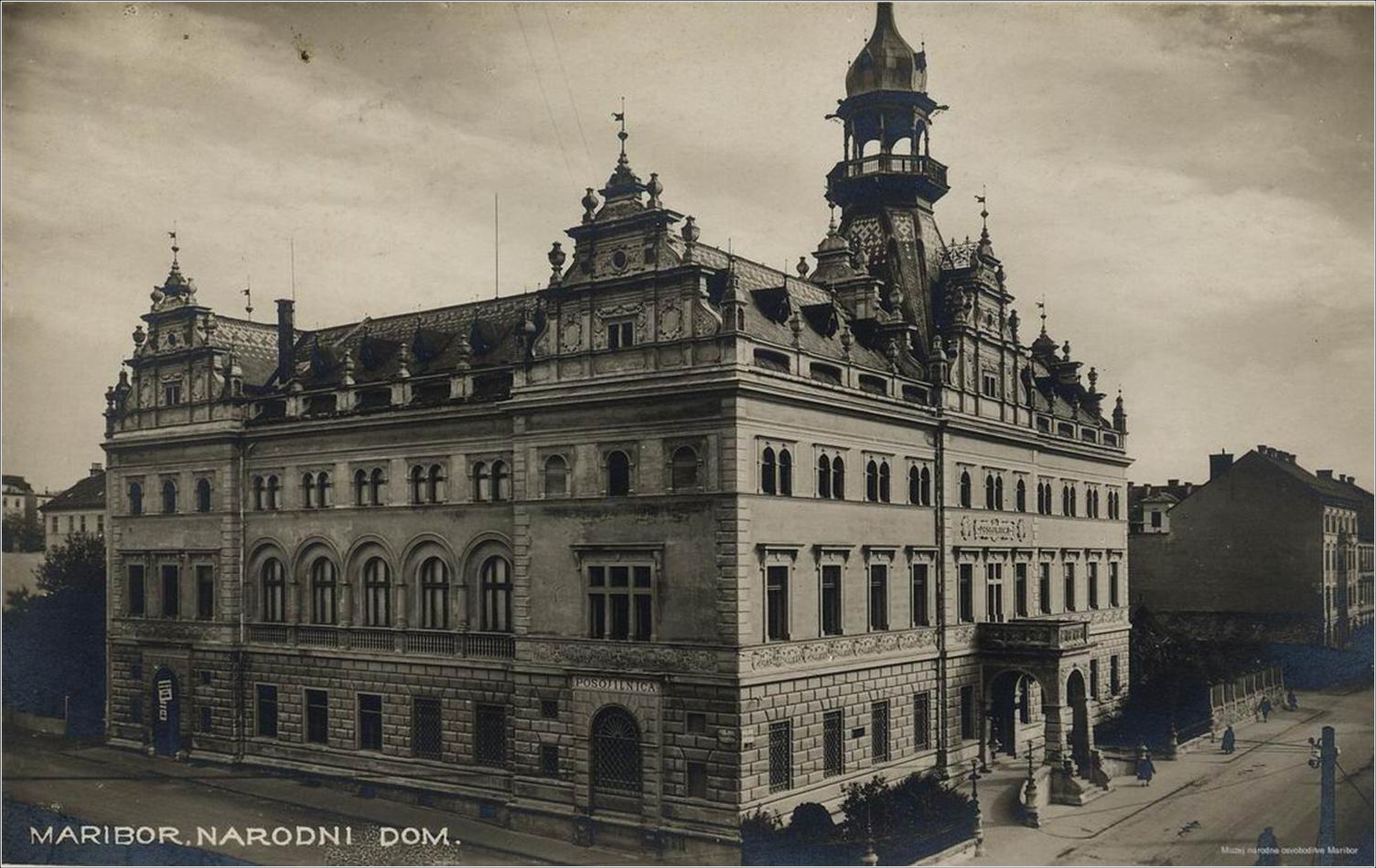
Штаб командования размещался вне лагеря в Народном доме в центре Марибора.

За руководство и управление лагерем отвечала администрация лагеря (Lagerkommandanturen), в то время как его охрану обеспечивала лагерная охрана (Bewachungsmannschaften). 9 августа 1941 года в лагерном комплексе находилось 14 офицеров, 11 гражданских лиц, 10 человек из структуры Sonderführer, 21 унтер-офицер и 55 охранников, всего - 111 человек, которые относились к административной и охранным структурам лагеря. Основная часть персонала, за исключением главных начальников, размещалась в деревянных бараках у входа в лагерь.

## Расформирование
Из-за изменения ситуации на полях сражения, которые привели к значительной нехватке рабочей и военной силы и, в следствии чего, к улучшению и более человеческому отношению, в том числе, к советским военнопленным, Шталаг XVIII D был расформирован с октября по ноябрь 1942 года. Это привело к созданию рабочих лагерей (Kriegsgefangenenarbeitskommando) на более широкой территории под новыми обозначениями. В городе и в пригородах Марибора были сформированы следующие рабочие подразделения: были созданы 35 L (Landwirtschaft), 375 L и 396 L Марибор (Кадетская школа), где военнопленные были заняты на сельскохозяйственных работах, а также GW (Gewerbliche Wirtschaft) 1046 (непосредственно на территории бывшего Шталаг XVIII D), 56 GW Марибор, 64–68 GW Тезно (составная часть 86 GW Tезно), 102 GW Teзно, 113 GW Maрибор, 121 GW Kaмница и 144 GW Teзно (составная часть 86 GW Teзно). Военнопленные внутри GW выполняли работы для нужд немецкой промышленности: на железной дороге и строительных работах (дороги, каналы, мосты, противовоздушные укрепления, строительство электростанций на реке Драве, гидротехнические сооружения и т.д.). Условия проживания, питания и гигиены улучшились, сократилась смертность.

## Побеги
В период с начала июня и по конец июля 1941 года 22 военнопленных бежали из мариборского Шталага XVIII D. Самый крупный и наиболее эффектный побег из лагеря военнопленных в Мелье («Полет Ворона») произошел в 1944 году, когда из него исчезло более 90 человек. Он был организован двумя пленными: Ральфом Ф. Чёрчесом (Ворон), австралийцем, и англичанином Лесом Лоусемом.

## История IRC Maribor и сегодняшняя деятельность

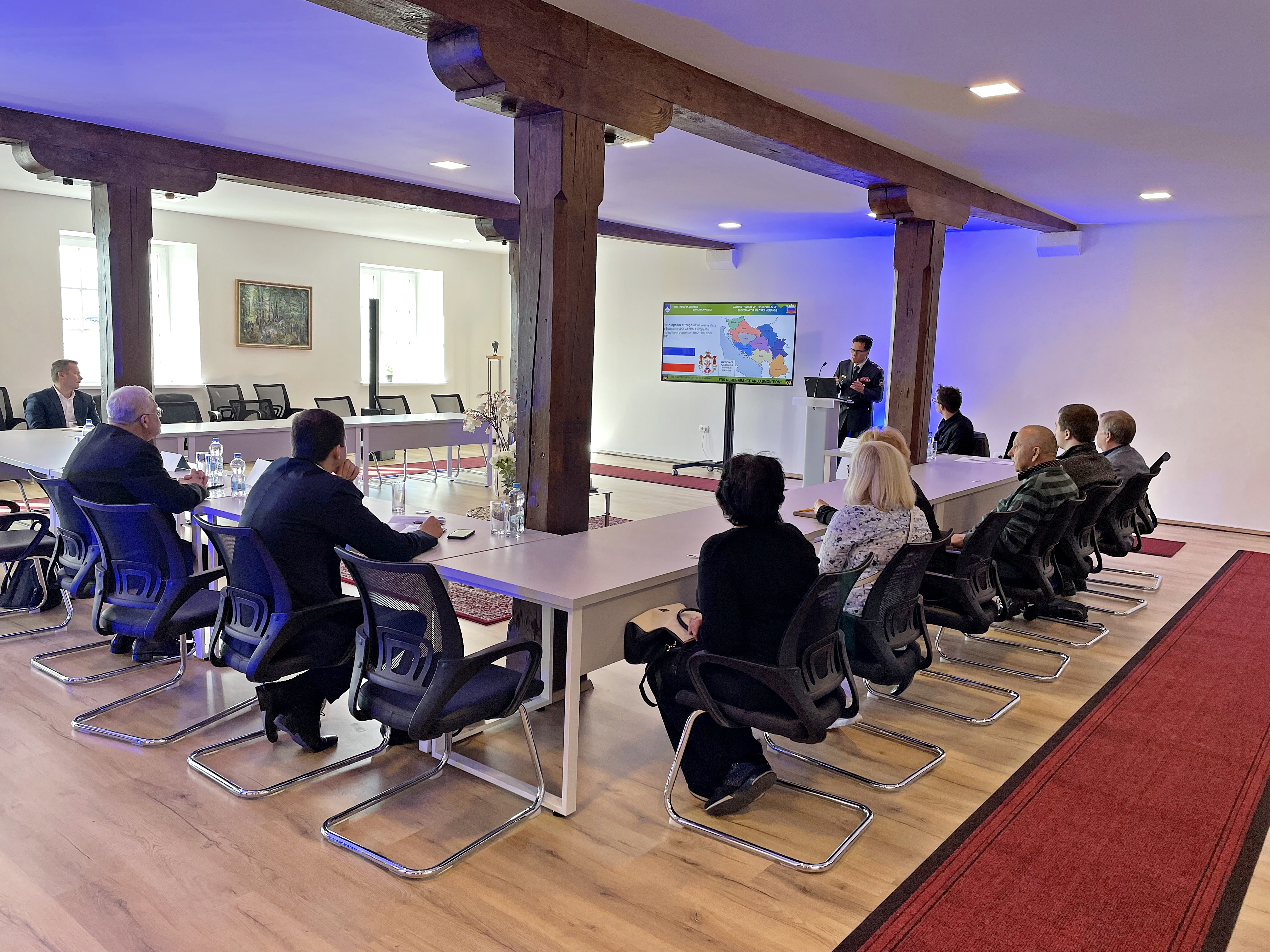
Международный исследовательский центр также ведёт активную работу по организации научных конференций с международным участием. Среди ведущих групп слушателей представители молодого поколения.

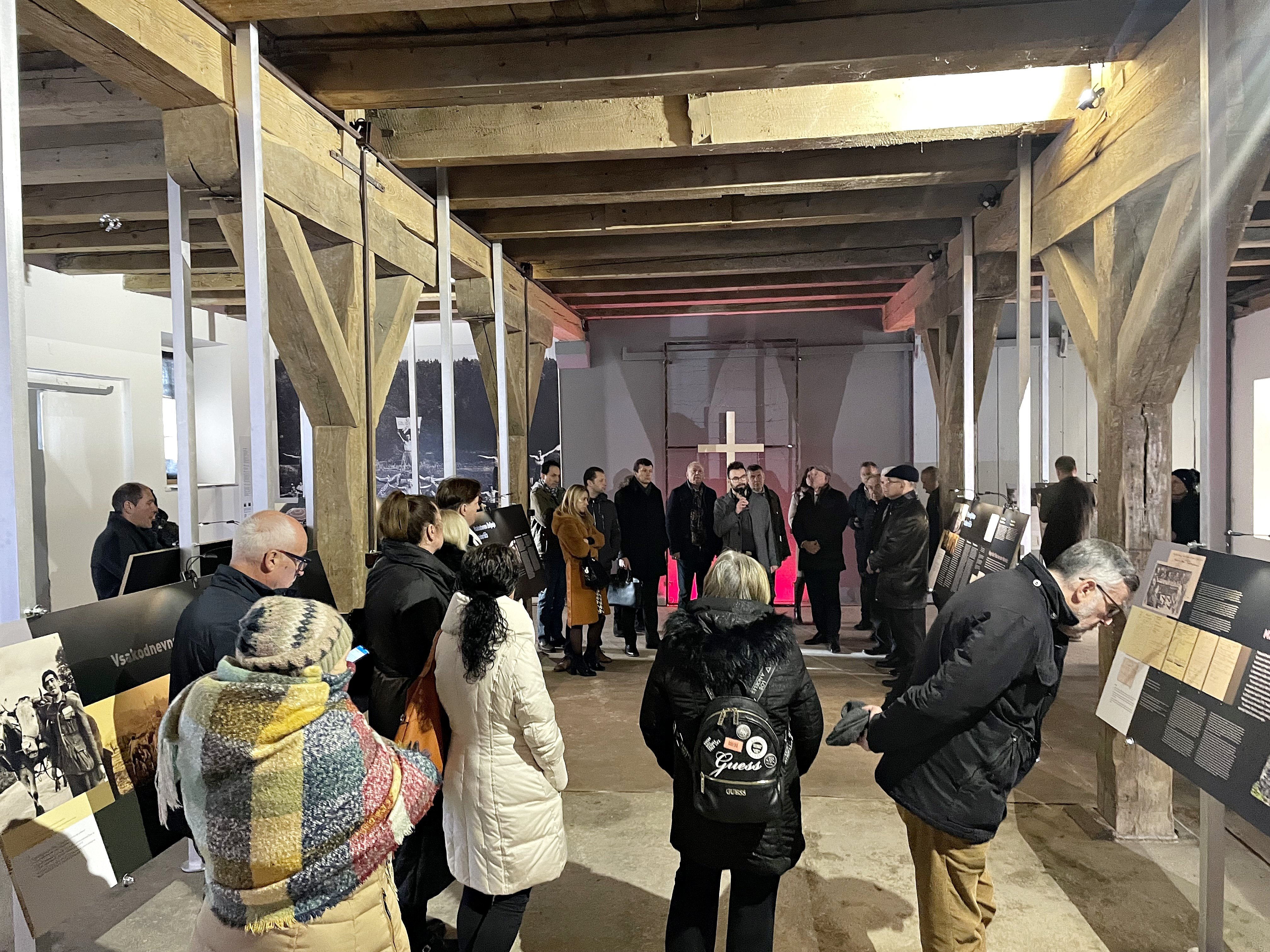
Международный исследовательский центр также регулярно готовит оригинальные исторические выставки и проводит авторские педагогические экскурсии по содержанию выставок. На рисунке приведен пример авторской экскурсии по выставке "Вырвать из забвения" автора Даниила Ситера.

В Мариборе – районе Мелье, в помещении бывшего «Русского лагеря», как части общего лагерного комплекса, действуют Международный исследовательский центр Второй мировой войны (МИЦ Марибор) и Музей Шталага XVIII D.

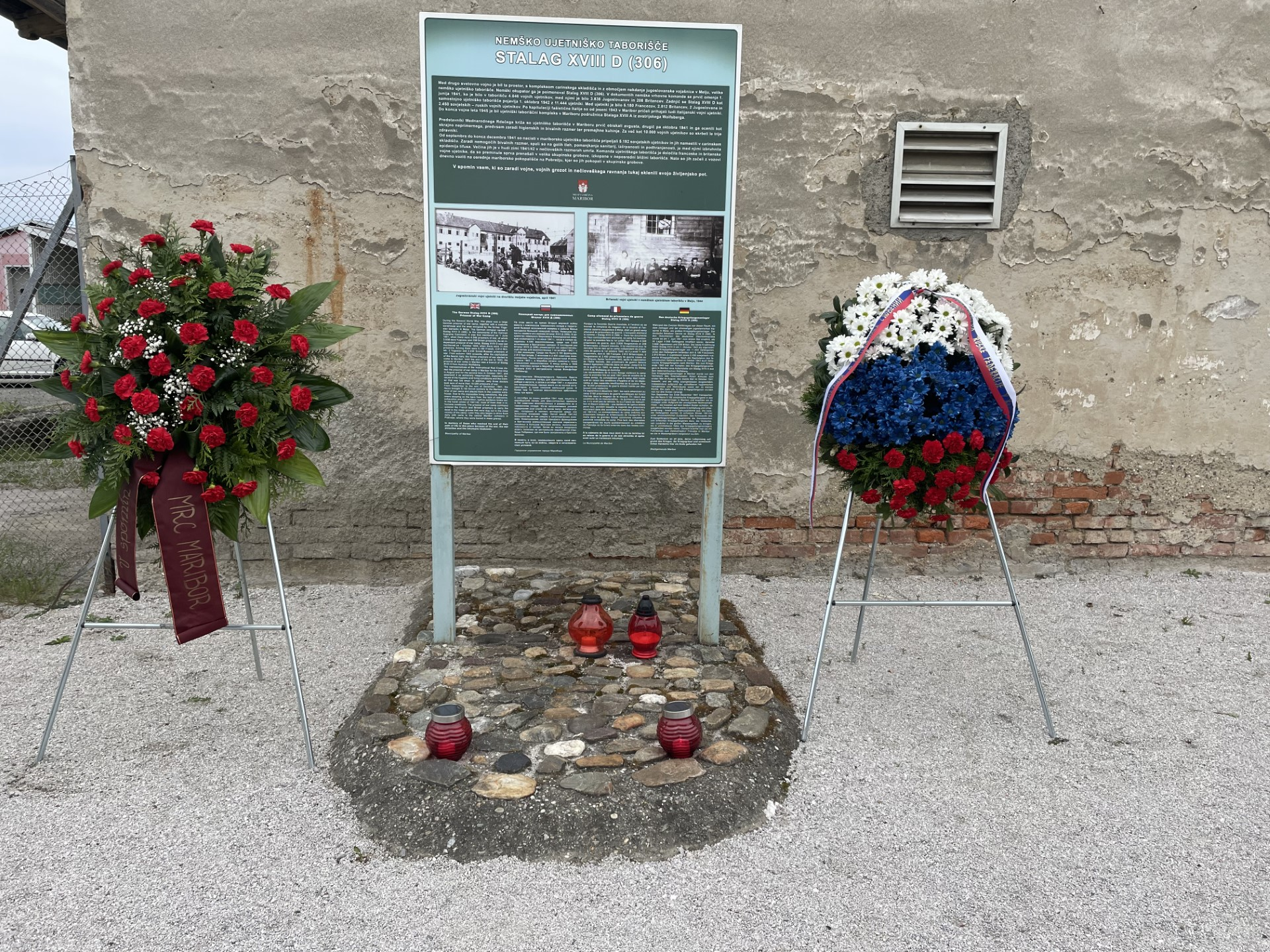
В сентябре 2011 года президент Республики Словении д-р Данило Тюрк посетил бывший лагерь и открыл установленную перед зданием мемориальную доску, символично заложив камень в основание будущего МИЦ Марибор.

Он был учреждён в декабре 2017 года на месте заброшенного старого склада как некоммерческая организация на основании меморандума, который Республика Словения и Российская Федерация подписали в феврале 2018 года, основной целью и предназначением которой являются научно-исследовательская, академическая, публицистическая, образовательная и мемориальная деятельности в помещениях бывшего лагеря для советских военнопленных с целью сохранения исторической памяти, правды и уроков о нацистско-фашистских ужасах и причинённых ими страданиях. 30 сентября 2021 года, по случаю 80-летия прибытия первого поезда с советскими военнопленными на территорию оккупированной Словении, МИЦ, в помещении бывшего лагеря, торжественно открыл проект «Поезд памяти». Почётным покровителем мероприятия стал президент Республики Словении Борут Пахор. МИЦ Марибор руководят директор Янез Уйчич и генеральный секретарь Иза Вердел. Ведущий исследователь – словенский историк Даниэль Ситер из Международного университета Alma Mater Europaea, факультет Гуманитарных наук, Institutum Studiorum Humanitatis, Любляна.